# Херардо Мачадо
Херардо Мачадо-і-Моралес (ісп. Gerardo Machado y Morales; 28 вересня 1869 — 29 березня 1939) — кубинський державний і політичний діяч, п'ятий президент Куби.

## Біографія
Брав участь у війні за незалежність Куби, був засновником однієї з тютюнових компаній.
Свою політичну кар'єру починав з посади мера міста Санта-Ана. 1924 року Мачадо здобув перемогу на президентських виборах, запропонувавши програму ліберальних реформ та пообіцявши демократизацію. Однак невдовзі він проявив диктаторські риси та почав жорстоко переслідувати опозиціонерів, особливо комуністів, зокрема 1926 року було заборонено Комуністичну партію Куби, а 1929 було вбито молодого комуністичного лідера Хуліо Антоніо Мелью.
За його президентства було створено таємні каральні загони «поррос», які знищували політичних противників чинного режиму.
Мачадо провадив проамериканську політику. Однак 1933 року на Кубі відбувся загальний страйк, що розпочався з заворушень студентів і завершився поваленням Мачадо, який утік до США. При цьому від нього відвернулась адміністрація президента США Франкліна Рузвельта. Відчуваючи неминучість падіння режиму Мачадо, вона спочатку організувала «круглий стіл» представників кубинського уряду й опозиції, а потім погрожувала інтервенцією.
Мачадо був визнаним прихильником Беніто Муссоліні, диктатора фашистської Італії, його називали «тропічним фашистом» або ж «тропічним Муссоліні».